# Kaliforniens riddare
Kaliforniens riddare (originaltitel: The Man from Monterey) är en amerikansk westernfilm från 1933 i regi av Mack V. Wright och med John Wayne i huvudrollen.

## Medverkande
| John Wayne       | – Capt. John Holmes                                            |
| Ruth Hall        | – Dolores Castanares                                           |
| Luis Alberni     | – Felipe Guadalupe Constacio Delgado Santa Cruz de la Verranca |
| Donald Reed      | – Don Luis Gonzales                                            |
| Nina Quartero    | – Anita Garcia                                                 |
| Francis Ford     | – Don Pablo Gonzales                                           |
| Lafe McKee       | – Don Jose Castanares                                          |
| Lillian Leighton | – Juanita                                                      |
| Slim Whitaker    | – Jake Morgan                                                  |